# 徐家楼街道
徐家楼街道，是中华人民共和国山東省泰安市泰山区下辖的一个乡镇级行政单位。

## 行政区划
徐家楼街道下辖以下地区：
徐家楼社区、灵芝小区社区、大白峪社区、前灌社区、新峪社区、小白峪村、白峪店子村、下水泉村、大官庄村、宅子村、万家庄村、夏家庄村、尚家寨村、王家店村、栗家庄村和琵琶湾村。